# Csatorday Károly
Csatorday Károly (Budapest, 1926. július 3. - Budapest, 1972. július 23.) magyar diplomata.

## Életpályája
Ifjúmunkásként kapcsolódott be az ifjúsági és szakszervezeti mozgalomba. 1945-ben tagja lett a Magyar Kommunista Pártnak, MDP, majd MSZMP-tag volt. Jogi diplomáját a Pázmány Péter Tudományegyetem Állam- és Jogtudományi Karán szerezte 1948-ban. Ez év júniusában lépett diplomáciai szolgálatba. Nyolc nyelvet tanult meg, köztük angol, francia, orosz, kínai, német, holland nyelven beszélt.
Beosztott diplomata volt a hágai magyar követségen (1949–1951), Pekingben (1951–1955), Hanoiban (1955–1956). Ezután a külügyminisztérium protokollosztályának vezetője lett. A rendkívüli követ és meghatalmazott miniszteri rangot 1958-ban kapta meg. 1960-1961-ben a tokiói magyar külképviseletet vezette. 1961-ben rendkívüli és meghatalmazott nagykövetté léptették elő és Magyarország New York-i állandó ENSZ-képviseletének vezetője lett. Egyéniségével, széles körű tudásával, nyelvismeretével hozzájárult ahhoz, hogy hazánk tekintélye az ENSZ-ben növekedett. Külföldi kollégái körében a „két lábon járó napsugár” (walking sunshine) becenevet kapta. Az ENSZ közgyűlésében több tisztséget viselt. Magyarország soros BT-tagsága idején, 1968-1970-ben ő képviselte hazánkat a Biztonsági Tanácsban. 1969 márciusában ő volt a Biztonsági Tanács soros elnöke. 1971-ben hazatérve a Nemzetközi Szervezetek Főosztályának vezetője, majd külügyminiszter-helyettes lett.
1972 júliusában baleset áldozata lett hobbija, a vitorlázórepülés közben.

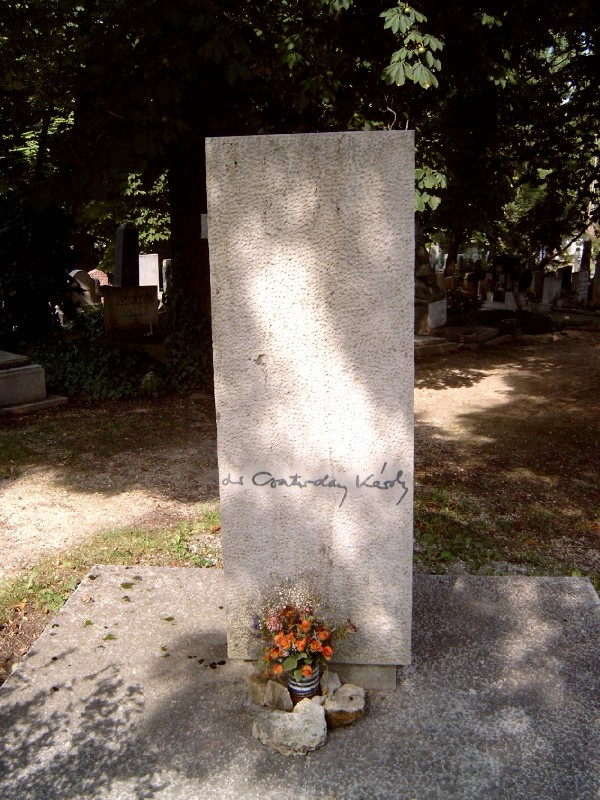
Csatordai Károly jogász, diplomata sírja Budapesten. Farkasréti temető: 1-1-373/374